# Atletismo nos Jogos Pan-Americanos de 2015 - Salto com vara feminino
A competição do salto com vara feminino  foi um dos eventos do atletismo nos Jogos Pan-Americanos de 2015, em Toronto. Foi disputada no Estádio CIBC de Atletismo Pan e Parapan-Americano no dia 23 de julho.

## Calendário
Horário local (UTC-4).
| Data        | Horário | Fase  |
| ----------- | ------- | ----- |
| 23 de julho | 17:55   | Final |

## Medalhistas
| Ouro   | CUB Yarisley Silva |
| Prata  | BRA Fabiana Murer  |
| Bronze | USA Jenn Suhr      |

## Recordes
Recordes mundial e pan-americano antes da disputa dos Jogos Pan-Americanos de 2015.
| Tipo                             | Atleta            | Marca  | Local       | Data                  |
| -------------------------------- | ----------------- | ------ | ----------- | --------------------- |
|                                  | Yelena Isinbayeva | 5,06 m | Zurique     | 28 de agosto de 2009  |
| Recorde dos Jogos Pan-Americanos | Yarisley Silva    | 4,75 m | Guadalajara | 24 de outubro de 2011 |

## Resultados

### Final
| Colocação         | Atleta               | Nacionalidade      | 4.00 | 4.15 | 4.30 | 4.40 | 4.50 | 4.60 | 4.65 | 4.70 | 4.75 | 4.80 | 4.85 | 4.91 | Marca | Notas |
| ----------------- | -------------------- | ------------------ | ---- | ---- | ---- | ---- | ---- | ---- | ---- | ---- | ---- | ---- | ---- | ---- | ----- | ----- |
| Medalha de ouro   | Yarisley Silva       | CUB Cuba           | -    | -    | -    | -    | o    | o    | -    | o    | xo   | o    | xxo  | x-   | 4.85  | ,     |
| Medalha de prata  | Fabiana Murer        | BRA Brasil         | -    | -    | -    | -    | o    | o    | -    | o    | xx-  | o    | xxx  |      | 4.80  | =     |
| Medalha de bronze | Jenn Suhr            | USA Estados Unidos | -    | -    | -    | -    | xo   | o    | xxx  |      |      |      |      |      | 4.60  |       |
| 4                 | Demi Payne           | USA Estados Unidos | -    | -    | -    | o    | o    | x-   | xx   |      |      |      |      |      | 4.50  |       |
| 5                 | Kelsie Ahbe          | CAN Canadá         | -    | o    | o    | o    | xxx  |      |      |      |      |      |      |      | 4.40  |       |
| 6                 | Robeilys Peinado     | VEN Venezuela      | o    | xo   | xxo  | xo   | xxx  |      |      |      |      |      |      |      | 4.40  |       |
| 7                 | Mélanie Blouin       | CAN Canadá         | -    | o    | xxx  |      |      |      |      |      |      |      |      |      | 4.15  |       |
| 7                 | Karla Rosa da Silva  | BRA Brasil         | o    | o    | xxx  |      |      |      |      |      |      |      |      |      | 4.15  |       |
| 9                 | Valeria Chiaraviglio | ARG Argentina      | o    | xo   | xxx  |      |      |      |      |      |      |      |      |      | 4.15  | SB    |
| 10                | Diamara Planell      | PUR Porto Rico     | xo   | xo   | xxx  |      |      |      |      |      |      |      |      |      | 4.15  |       |

Legenda
| Recorde mundial                  | Recorde mundial (World record)               |                       | Recorde africano                      | Recorde africano (African) |                                           | Q | Classificado por posição (Qualified) |
| Recorde dos Jogos Pan-Americanos | Recorde pan-americano (Pan-American record)  | Recorde da América    | Recorde da América (Americas)         | q                          | Classificado por melhor tempo (Qualified) |   |                                      |
| Melhor marca do ano              | Melhor marca do ano (World leading)          | Recorde asiático      | Recorde asiático (Asian)              | DNS                        | Não largou (Did not start)                |   |                                      |
| Recorde nacional                 | Recorde nacional (National record)           | Recorde europeu       | Recorde europeu (European)            | DNF                        | Não terminou (Did not finish)             |   |                                      |
| Recorde pessoal                  | Recorde pessoal do atleta (Personal best)    | Recorde da Oceania    | Recorde da Oceania (Oceania)          | DSQ / DQ                   | Desclassificado (Disqualified)            |   |                                      |
| Recorde da temporada             | Recorde da temporada do atleta (Season best) | Recorde sul-americano | Recorde sul-americano (South America) | NM                         | Sem marca (No mark)                       |   |                                      |